# Neerlands Hoop (Kabarettpreis)
Neerlands Hoop ist ein niederländischer Kabarettpreis, der seit 2003 jährlich von der Vereniging van Schouwburg- en Concertgebouwdirecties (VSCD) überreicht wird. Der Preis ist bestimmt für Kabarettisten mit einem auffallenden Programm oder Künstler, die eine besondere Entwicklung erfahren haben. Innovation und Originalität sind hier die Schlüsselelemente. Die Nominierungen und Gewinner werden von einer Fachjury bestimmt. In der De Kleine Komedie in Amsterdam befindet sich eine Galerie mit Porträts der Gewinner.
Der Preis wurde nach der Kabarettgruppe 'Neerlands Hoop' von Freek de Jonge und Bram Vermeulen benannt. Neben dem  Neerlands Hoop wird von der VSCD auch der Kabarettpreis Poelifinario an Kabarettisten mit dem beeindruckendsten Programm vergeben.

## Gewinner
| Jahr      | Kabarettist        | Programm                         | ref   |
| --------- | ------------------ | -------------------------------- | ----- |
| 2003      | André Manuel       | Sleet                            | [ 1 ] |
| 2004      | Wim Helsen         | Heden Soup                       |       |
| 2005      | Eric van Sauers    | Eric van Sauers liegt            |       |
| 2006      | Sara Kroos         | Zoetgevooisd                     |       |
| 2007      | Javier Guzman      | Delirium                         |       |
| 2008      | Ronald Goedemondt  | Dedication                       |       |
| 2009      | Alex Klaasen       | Eindelijk alleen                 |       |
| 2010      | Paulien Cornelisse | Dagbraken                        |       |
| 2011      | Van der Laan & Woe | Superlatief                      | [ 2 ] |
| 2012      | Ali B              | Ali B geeft antwoord             |       |
| 2013      | Louise Korthals    | Vlieguur                         |       |
| 2014      | Emilio Guzman      | Een dunne dekmantel              | [ 1 ] |
| 2015      | De Partizanen      | De Partizanen                    | [ 3 ] |
| 2016      | Tim Fransen        | Het failliet van de moderne tijd | [ 4 ] |
| 2017      | Jan Beuving        | Raaklijn                         |       |
| 2018      | Rundfunk           | Wachstumsschmerzen               |       |
| 2019      | Peter Pannekoek    | Later was alles beter            | [ 5 ] |
| 2020/2021 | Nina de la Parra   | Gods wegen                       |       |
| 2022      | Kirsten van Teijn  | (S)EXPERIMENT                    |       |
| 2023      | n00b               | n00b speelt n00b                 | [ 7 ] |

### Nominierungen
| Jahr      | Kabarettist                            | Programm                                         |
| --------- | -------------------------------------- | ------------------------------------------------ |
| 2004      | Jan Jaap van der Wal                   | Staat                                            |
| 2005      | Kees Torn                              | Doe mee en win                                   |
| 2006      | Kasper van Kooten                      | Geestdrift                                       |
| 2006      | Droog Brood                            | Omwille van de Smeer                             |
| 2006      | Claudia de Breij                       | Hallo Lieve Mensen                               |
| 2007      | -                                      | -                                                |
| 2008      | -                                      | -                                                |
| 2009      | Daniël Arends                          | Geen Excuses                                     |
| 2009      | Nathalie Baartman                      | Los                                              |
| 2009      | Alex Klaasen                           | Eindelijk alleen                                 |
| 2009      | Ellen Dikker                           | Toendra                                          |
| 2009      | Katinka Polderman                      | Polderman kachelt door                           |
| 2010      | Paulien Cornelisse                     | -                                                |
| 2010      | Roué Verveer                           | -                                                |
| 2010      | Kamps & Kamps                          | -                                                |
| 2011      | Dames Voor Na Vieren                   | -                                                |
| 2011      | Daniël Arends                          | -                                                |
| 2011      | Thijs Maas                             | -                                                |
| 2011      | Daniël Samkalden                       | -                                                |
| 2011      | Van der Laan en Woe                    | -                                                |
| 2012      | Ali B                                  | -                                                |
| 2012      | Thijs van Domburg                      | -                                                |
| 2013      | Pieter Derks                           | Van nature                                       |
| 2013      | Johan Goossens                         | Leer mij de mensen kennen                        |
| 2013      | Louise Korthals                        | Vlieguur                                         |
| 2013      | Speelman en Speelman                   | Optimisten                                       |
| 2014      | Katinka Polderman                      | Polderman baart zorgen                           |
| 2014      | Emilio Guzman                          | Een dunne dekmantel                              |
| 2014      | Martijn Koning                         | De Maand van Martijn (und: Het Jaar van Martijn) |
| 2015      | Henry van Loon                         | Sluimer                                          |
| 2015      | De Partizanen                          | De Partizanen                                    |
| 2016      | Yentl en De Boer                       | De snoepwinkel is gesloten                       |
| 2016      | Eva Crutzen                            | Spiritus                                         |
| 2016      | Tim Fransen                            | Het failliet van de moderne tijd                 |
| 2017      | Jan Beuving                            | Raaklijn                                         |
| 2017      | Patrick Laureij                        | Dekking hoog                                     |
| 2017      | Patrick Nederkoorn                     | Het komt nu wel heel dichtbij                    |
| 2018      | Johan Fretz                            | De Zachtmoedige Radicaal                         |
| 2018      | Martijn Kardol                         | Bang                                             |
| 2018      | Stefano Keizers                        | Erg heel                                         |
| 2018      | René van Meurs                         | Ik beloof niks                                   |
| 2018      | Rundfunk                               | Wachstumsschmerzen                               |
| 2019      | Anne Neuteboom                         | Kijk haar gaan                                   |
| 2019      | Peter Pannekoek                        | Later was alles beter                            |
| 2019      | Alex Ploeg                             | Ultimatum                                        |
| 2020/2021 | Kasper van der Laan                    | 1 Kilo                                           |
| 2020/2021 | Grof Geschud                           | Lijmen                                           |
| 2020/2021 | Nina de la Parra                       | Gods Wegen                                       |
| 2022      | Alex Ploeg                             | EGO                                              |
| 2022      | Kirsten van Teijn                      | (S)EXPERIMENT                                    |
| 2023      | Christian van Eijkelenburg             | Drift                                            |
| 2023      | n00b (Isabelle Kafando & Laura Bakker) | n00b speelt n00b                                 |
| 2023      | Saman Amini                            | Saman Amini's Integratieplan                     |
| 2023      | Kim Schuddeboom                        | Ongeschreven                                     |